# قلعه‌نو (زهک)
قلعه‌نو روستایی در دهستان قلعه‌نو، بخش جزینک، شهرستان زهک، استان سیستان و بلوچستان است.

## جمعیت
بر پایه سرشماری عمومی نفوس و مسکن در سال ۱۳۹۵ جمعیت این روستا ۱٬۳۵۳ نفر (۳۵۸خانوار) بوده‌است.